# I Festival Internacional de Cinema de Sant Sebastià
El que en el seu moment es va denominar I Festival Internacional del Cinema de Sant Sebastià és considerat avui com la segona edició del Festival Internacional de Cinema de Sant Sebastià. Es va celebrar en la capital guipuscoana entre els dies 24 i 31 de juliol de 1954. Va tenir per primera vegada el reconeixement de la Federació Internacional d'Associacions de Productors Cinematogràfics (FIAPF) com a festival de categoria «B» no competitiu. Per aquest motiu es van lliurar tan sols uns premis oficiosos als quals únicament podien optar les pel·lícules espanyoles. L'entusiasta organització privada que havia posat en marxa la 1a Setmana Internacional del Cinema de Sant Sebastià l'any anterior va ser substituïda per una altra oficial, formada pel Sindicat Nacional de l'Espectacle i la Direcció General de Cinematografia.

## Organització
En 1953 un grup d'empresaris locals havia organitzat amb èxit la 1a Setmana Internacional del Cinema de Sant Sebastià. Els ciutadans i els mitjans de comunicació donostiarres desitjaven que aquests mateixos organitzadors rebessin el suport públic per a organitzar una segona edició. No obstant això, als dos mesos de la finalització de la Setmana no hi havia notícies sobre aquest tema.
La FIAPF va celebrar una reunió en Londres el 30 de novembre i 1 de desembre. Un dels seus vicepresidents era el productor espanyol Francisco Ariza; a més, Miguel de Echarri era membre del consell jurídic. Els espanyols van defensar el reconeixement d'un festival a Sant Sebastià el següent any. Malgrat l'oposició de francesos i alemanys, van aconseguir la inclusió provisional en el calendari de 1954 d'un festival internacional en la capital guipuscoana entre els dies 10 i el 20 de juliol. El festival tindria categoria «B» i caràcter no competitiu, la qual cosa implicava l'absència de premis oficials.
Els dos representants espanyols van tornar a Espanya amb la missió de negociar amb les autoritats les condicions imposades per la FIAPF: l'absència de censura i la liberalització dels drets d'importació de les pel·lícules. Poc abans de les festes nadalenques de 1953, l'alcalde Juan Pagola anunciava a la ciutat l'organització de l'esdeveniment.

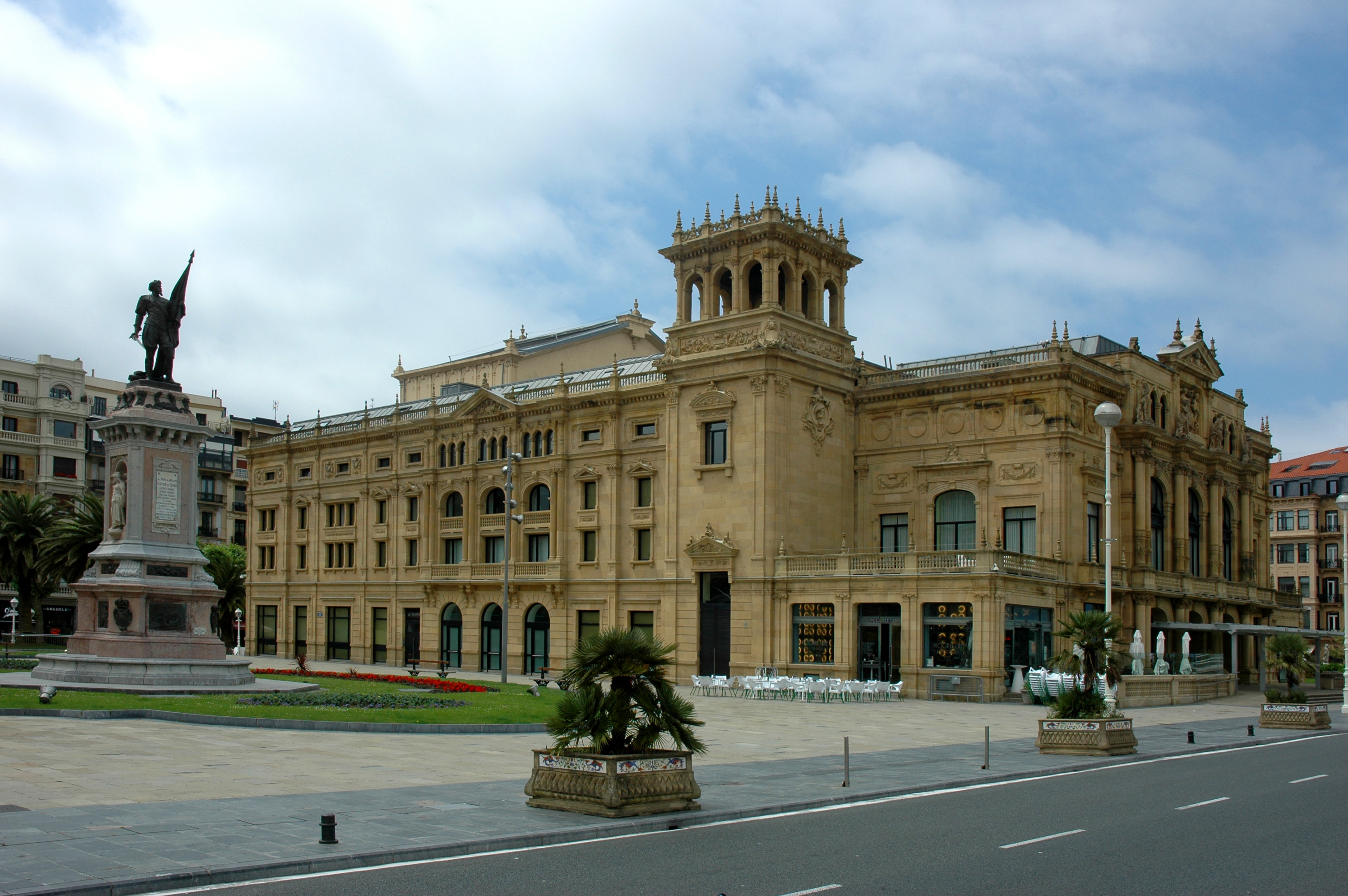
El Teatre Victoria Eugenia va tornar a ser la sala de projecció.

La intenció de les autoritats espanyoles era que el Festival tingués una organització oficial. A mitjan gener Echarri va convocar en una cafeteria als organitzadors de la Setmana de 1953. Allí els va explicar que anaven a ser el Sindicat Nacional de l'Espectacle i la Direcció General de Cinematografia els organitzadors de l'esdeveniment i que esperava la col·laboració dels presents. Dionisio Pérez Villar es va sentir molt molest no només per aquest fet, sinó perquè perdia el càrrec de secretari general en favor del propi Echarri. Considerant que se li despullava d'un esdeveniment creat per ell, va abandonar la reunió seguit per la majoria dels seus col·laboradors. Només Francisco Aranaz-Darrás i Francisco Pilarte van acceptar continuar col·laborant amb el Festival.
La FIAPF exigia que les pel·lícules estrangeres projectades en el Festival tinguessin dret a ser exhibides íntegrament en tot Espanya, que no paguessin cap aranzel ni drets d'importació i que el contracte entre productora i distribuïdor fos abonat en la seva integritat. El Ministeri de Comerç dirigit per Manuel Arburúa no va posar objeccions a les qüestions econòmiques, si bé limitant-ho a una pel·lícula per Estat participant. Una mica més va costar que el Ministeri d'Informació i Turisme autoritzés l'exhibició íntegra en tot el país, ja que suposava eliminar la censura, però finalment es va aconseguir l'objectiu. Això sí, com aclaririen posteriorment els organitzadors, sempre quedava la possibilitat de rebutjar una pel·lícula. A la fi de maig de 1954 els organitzadors estaven pendents de la resposta de la FIAPF.
La FIAPF va contestar positivament, però ja no quedava temps i va caldre retardar les dates del Festival i escurçar la seva durada; se celebraria del 24 al 31 de juliol. Es va celebrar a Sant Sebastià una reunió dels organismes promotors i, a continuació, es va informar la premsa de les condicions: hi hauria sessions de tarda i de nit en les quals es projectaria un llargmetratge i un curtmetratge, cada país presentaria una pel·lícula, les pel·lícules espanyoles no estarien ni en la inauguració ni en la clausura, els films a projectar no havien d'haver estat estrenats fora del seu país d'origen ni haver participat en altres festivals, les pel·lícules s'exhibirien en versió original amb subtítols en espanyol. Diverses d'aquestes condicions serien posteriorment incomplides. El pressupost del Festival ascendiria a un milió i mig de pessetes que serien aportats pels diferents organismes públics implicats. Estava prevista la participació d'onze països, però després van fallar Brasil i Suècia.
Les oficines es van instal·lar aquesta vegada en el saló d'exposicions de l'ajuntament, on es van centralitzar tots els serveis.

## Inauguració
El dia 24 de juliol es va obrir el Festival amb un acte celebrat a l'ajuntament i presidit per l'alcalde accidental Fermín Rezola a causa de l'absència per viatge de l'alcalde. Rezola va dedicar un record especial al grup de ciutadans que havia organitzat l'any anterior la 1a Setmana Internacional del Cinema de Sant Sebastià i va oferir un «vi d'honor». També va intervenir Manuel Casanova, dirigent del Sindicat Nacional de l'Espectacle.
Aquesta nit es va projectar la primera pel·lícula, l'espanyola Viento del norte, en el que va suposar la primera contravenció de les normes imposades per la FIAPF. Hi van assistir el director Antoni Monplet i Guerra i els intèrprets Maria Piazzi i Rafael Arcos. El film no va ser precedit per cap curtmetratge per a donar temps a la celebració d'un sopar fred al Club de Tennis, seguida d'una festa en la qual van actuar Marifé de Triana i el seu ballet i l'orquestra de Kurt Dogan. Durant la nit es va presentar una nova il·luminació per al Teatre Victoria Eugenia consistent en una cadena de electro-torxes importades d'Itàlia
Aquest mateix dia es va publicar Festival, òrgan oficial de l'esdeveniment i suplement de la revista Cinema Món, que contenia informació diària sobre les pel·lícules que es projectaven i altres esdeveniments. Constava d'unes poques pàgines i es repartia de franc. En el seu primer exemplar també va retre homenatge als organitzadors de la primera Setmana.

## Participants

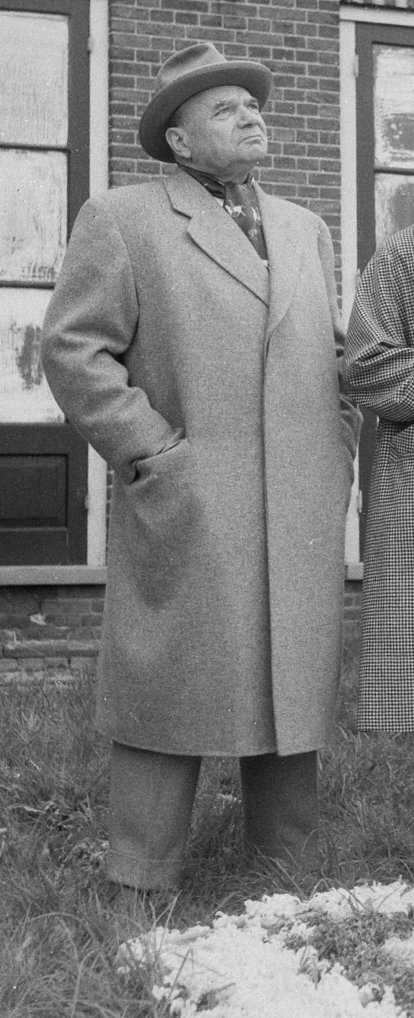
Georg Jacoby presentà Maske in Blau.

### Pel·lícules
Les pel·lícules seleccionades per la seva projecció van ser les següents:
- Cuando me vaya, de Tito Davison .
- El abuelo, de Román Viñoly
- Julietta, de Marc Allégret .
- Le Grand Pavois, de Jack Pinoteau .
- Le Mouton à cinq pattes, de Henri Verneuil .
- Maddalena, d'Augusto Genina .
- Maske in Blau, de Georg Jacoby .
- The Black Shield of Falworth, de Rudolph Maté .
- The Rainbow Jacket, de Basil Dearden .
- The Sleeping Tiger, de Joseph Losey .
- Weg ohne Umkehr, de Victor Vicas .
- La danza de los deseos, de Florián Rey .
- La patrulla, de Pedro Lazaga .
- Sierra maldita, d'Antonio del Amo .
- Viento del norte, d'Antoni Monplet i Guerra

Les quatre últimes eren de nacionalitat espanyola i podien optar als premis oficiosos que atorgaria el jurat.

### Convidats

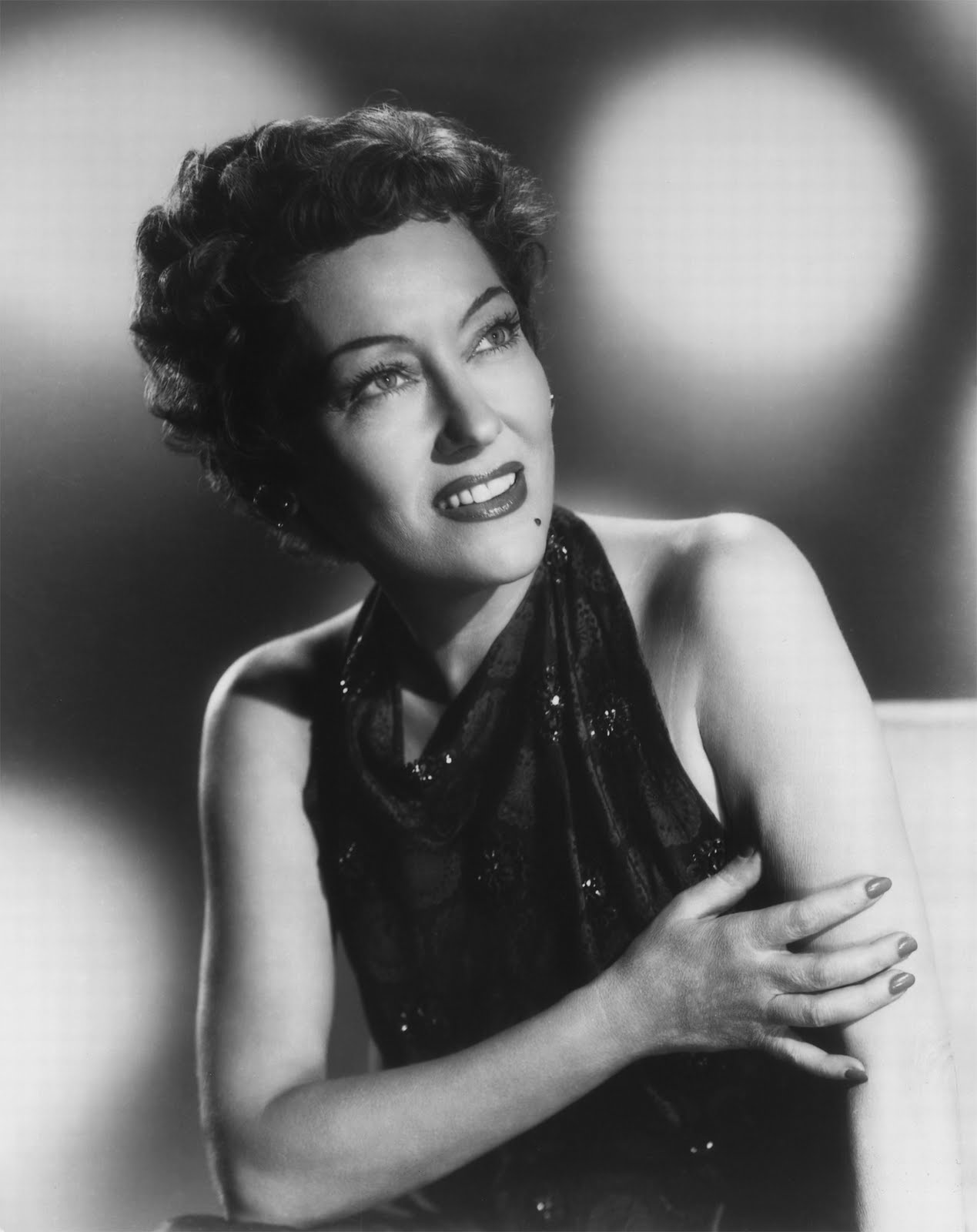
Gloria Swanson va ser la presència més destacada.

Van assistir algunes personalitats del món del cinema. El director xilè Tito Davison va presentar la seva pel·lícula Cuando me vaya. El també director Georg Jacoby i la seva esposa, l'actriu Marika Rökk acudiren també a presentar Maske in Blau, film dirigit per ell i protagonitzat per ella. També va fer acte de presència el president honorari de la FIAPF, Charles Delac.
Va assistir també el guionista i director italià Ettore Giannini, autor del recent film Carrusel napolità, qui buscava documentar-se sobre el folklore basc per a una nova pel·lícula. També va acudir la popular actriu Amparo Rivelles.
Però la principal convidada i primera gran estrella estatunidenca a acudir al Festival va ser Gloria Swanson. El públic tenia recent el record de la seva interpretació a Sunset Boulevard i la va acollir amb entusiasme. Per part seva, la veterana actriu es va comportar amb gran amabilitat i professionalitat, responent a totes les preguntes que se li feien amb ajuda d'un intèrpret. No va assistir molt al cinema i va preferir dedicar-se a fer turisme pels voltants de Sant Sebastià. Abans del seu comiat va organitzar una recepció a la qual va convidar als dirigents del Festival, personalitats i premsa. També va estar present la veterana actriu Lois Wilson.

## Activitats paral·leles
El segon dia del festival, el diumenge dia 25, va tenir lloc una novillada en la qual van actuar Luis Aparicio, Luis Parra «Parrita» i Victoriano Roger «València» amb jònecs de la ramaderia d'Esteban Hernández Plá.
El dimecres 28 es va suspendre la sessió de tarda per a organitzar un concurs en el Tir de colom. Els productors espanyols van oferir un trofeu de plata i un premi de vuit mil pessetas al campió. Va haver-hi seixanta-sis participants i el guanyador va rebre el guardó de mans de Lola Flores. També va assistir Paquita Rico. A continuació es va degustar un berenar amenitzat amb balls populars bascos.
La nit del divendres 30, després de la projecció de la pel·lícula The Rainbow Jacket, la delegació britànica va oferir una festa als assistents.

## Jurat
El jurat que concediria els premis no oficials estava compost per les següents persones:
| - Marichu Mayor Lizarbe - Betty Ross - Gene Moskowitz - Luigi Gario | - Paul A. Buisine - Hervé Le Boterf - Carlos Fernández Cuenca - Miguel Pérez Ferrero | - Francisco Echeverría - Luis Gómez Mesa - Adriano del Valle - Josep Sagré i Pera |

## Palmarès
Els premis oficiosos concedits pel jurat van ser els següents:
- Millor pel·lícula: Sierra maldita, d'Antonio del Amo.
- Millor director: Pedro Lazaga per La patrulla.
- Millor actriu: Marisa de Leza per La patrulla.
- Millor actor: Enrique Álvarez Diosdado per Viento del norte.
- Menció honorífica: María Francés per la seva interpretació a Viento del norte.
- Menció honorífica: José Guardiola per la seva interpretació a Sierra maldita.

També es va concedir un premi a la periodista de Radio San Sebastián Petrita Tamayo, qui havia actuat com a presentadora durant el Festival.

## Clausura

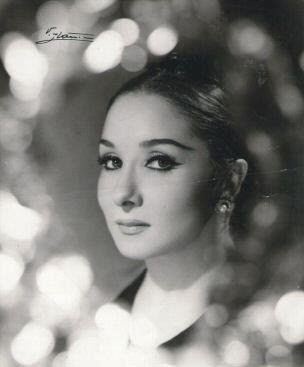
Marifé de Triana va ser una de les artistes que va amenitzar el Festival.

L'últim dia —dissabte 31 de juliol— es va projectar en el Teatre Victoria Eugenia la pel·lícula espanyola La danza de los deseos, la qual cosa va suposar un nou incompliment de les normes de la FIAPF. Van estar presents el director Florián Rey, el productor Cesáreo González i els protagonistes Lola Flores i José Suárez. També es van exhibir els primers documentals en color de NO-DO. A la sessió van assistir Carmen Polo, esposa del dictador Francisco Franco; els ministres de Afers exteriors, Alberto Martín Artajo, i de Comerç, Manuel Arburúa; el director general de Cinematografia, Joaquín Argamasilla i el cap del Sindicat Nacional de l'Espectacle, Manuel Casanova.
Després, els assistents es van traslladar al Hotel María Cristina, on va tenir lloc el lliurament de premis i un sopar de clausura. Per a amenitzar-la, va haver-hi una desfilada de models i les actuacions de Marta Ruel, Alicia Romay, Marisa de Leza i Pilar Lorengar acompanyada al piano per Agustín Lara. Posteriorment, i com era habitual, va seguir una sessió de ball andalús amb Lola Flores, Marujita Díaz, Carmen Sevilla i Paquita Rico.

## Valoracions
El balanç del Festival va ser bastant descoratjador. Les pel·lícules no tenien la qualitat suficient per a integrar un festival internacional. El crític d'ABC —Donald— així ho va manifestar en diverses de les seves cròniques, si bé va elogiar a la italiana Maddalena. El motiu va ser que les productores estrangeres eren sabedores de les dures condicions que imposava la censura franquista i van optar per enviar pel·lícules mancades de problemàtiques polítiques, socials o morals que poguessin complicar la seva distribució a Espanya. Quan al productor francès André Paulvé se li va comentar la baixa qualitat de les tres pel·lícules franceses exhibides va respondre explicant que Espanya tenia la censura més dura del món i havien optat per presentar productes «segurs».
També es van rebre crítiques des dels mitjans periodístics per la mala informació que se'ls havia proporcionat durant el certamen. S'havia donat la circumstància que alguns informadors s'havien assabentat de la presència d'una celebritat en trobar-la-hi pel carrer o a l'hotel.
Malgrat tot, la FIAPF va decidir donar una altra oportunitat al Festival per a el següent any, mantenint la categoria «B» i permetent que tingués caràcter competitiu com a certamen especialitzat en determinat tipus de pel·lícules.